# Numerais coreanos
Os numerais coreanos são utilizados na língua coreana. Há dois sistemas principais de numerais, um sistema nativo da Coreia e um sistema sino-coreano, de influência chinesa.
O agrupamento dos números coreanos segue a tradição das miríades (10000), em vez dos milhares (1000). O sistema sino-coreano é praticamente baseado nos numerais chineses.
A distinção entre os dois sistemas é muito importante. Tudo que pode ser contado usará um dos dois sistemas, mas raramente ambos. Às vezes palavras sino-coreanas são usadas para marcar os ordinais: yeol beon (열 번) significa "dez vezes" enquanto sip beon (십(十) 번(番)) significa "número dez". Quando se refere à idade de uma pessoa, é utilizado sal (살) para numerais coreanos e se (세) para os sino-coreanos. Por exemplo, seu-mul da-seot sal (스물다섯 살) e  i-sib-o se (이십오 세) ambos significam vinte e cinco anos de idade.